# Кинезиология

Кинезиология (др.-греч. κίνησις «движение» + λόγος «знание») — наука о движении человека, научная и практическая дисциплина, изучающая мышечное движение во всех его проявлениях.
Научную кинезиологию следует отличать от различных псевдонаучных направлений альтернативной медицины, имеющих в своём названии слово «кинезиология»: «прикладная кинезиология» (англ. Applied kinesiology), «образовательная кинезиология» (англ. Edu—K) и других. Научная обоснованность этих дисциплин не доказана, либо полностью отсутствует.

## Общие сведения
Наука о механике движений человека. Традиционно в Советском Союзе, а затем в России она имела название «биомеханика» и до сих пор изучается в спортивных учебных заведениях. В этом значении кинезиологию преподают на спортивных факультетах и кафедрах по всему миру. На Западе биомеханика считается основной частью кинезиологии, в которой рассматриваются не только механические, но также физиологические и психологические основы движения живых существ. Кинезиология помогает добиться наиболее рациональных движений для спортсменов, танцоров, работников физического труда. Кинезиологией в биомеханическом смысле занимается такая дисциплина, как физиология труда. Большой вклад в биомеханику внёс крупный советский психофизиолог и физиолог Н. А. Бернштейн, его концепция «физиологии движений» составляет теоретическую основу этой науки.
Кинезиология используется в лечебной физкультуре. В частности, при проведении кинезиологического осмотра оценивают двигательную активность с учетом подвижности суставов и состояние мышц.

## В Канаде
В Канаде кинезиология была назначена регулируемой медицинской профессией в Онтарио. Кинезиологии было предоставлено право регулировать в провинции Онтарио летом 2007 года, подобные предложения были сделаны для других провинций. Колледж кинезиологов Онтарио открылся 1 апреля 2013 года, когда профессия «кинезиолог» стала защищенной законом. В Онтарио только члены колледжа могут называть себя зарегистрированными кинезиологами. Лица, зарабатывавшие степени в кинезиологии, могут работать в исследованиях, фитнес-индустрии, клиниках и промышленности. Они также работают в области сердечной реабилитации, здравоохранения и безопасности; больницах и долгосрочных заведениях, центрах здравоохранения.

## В Германии
Наука о движении определяет себя как область исследований и академическое учение о человеческом движении и частично развилась из теории движения физических упражнений. Это исторически сложившаяся, междисциплинарная интегрированная наука, которая, например, важная субдисциплина спортивной науки, которая в равной степени является фундаментальной и прикладной. Эта наука касается проблем из области движения в более широком смысле, рассматривая их с внешней или внутренней точки зрения. С одной стороны, это наблюдаемые явления (движения и позы), а с другой — вся система внутренних процессов организма, обусловливающих движения. В этом отношении он пересекается со спортивной психологией, спортивной педагогикой, спортивной социологией и спортивной медициной.
В Германии термин «наука о движении», также называемый двигательной наукой, спортивной моторикой или кинезиологией, в основном относится к областям спорта и понимается как поддисциплина спортивной науки. Он имеет дело с внешне наблюдаемыми явлениями и изменениями (внешний аспект), а также с внутренним контролем тела и функциональными процессами, обеспечивающими движение (внутренний аспект). Рассматриваются вопросы из области двигательных навыков, обучения, развития, поведения, действия, эмоций, мотивов, сенсорики и познания, и используются методы физики, химии, математики, физиологии, анатомии, психологии и образования. Их результаты используются, в том числе, в высокоэффективных, школьных, массовых и оздоровительных видах спорта.